# Mateusz Żaboklicki
Mateusz Żaboklicki (ur. 5 września 1991) – polski poeta, dramatopisarz i fotograf. 

## Życiorys
Pracuje jako fotograf na Uniwersytecie Muzycznym Fryderyka Chopina w Warszawie. Jego prace fotograficzne prezentowano m.in. w Łazienkach Królewskich w Warszawie. W 2024 wygrał główną nagrodę w teleturnieju TVN Milionerzy.
Ma żonę i dwóch synów, z którymi mieszka w Warszawie.

## Nagrody
Za debiutancki tom poetycki Nucić (Dom Literatury/Stowarzyszenie Pisarzy Polskich Oddział w Łodzi, Łódź 2021) zdobył Nagrodę im. Kazimiery Iłłakowiczówny za debiut roku 2021 oraz II miejsce w XVIII Ogólnopolskim Konkursie Literackim im. Artura Fryza na najlepszy poetycki debiut książkowy roku 2021. Laureat Nagrody Specjalnej oraz Nagrody Publiczności na XXV Ogólnopolskim Konkursie Poetyckim im. Jacka Bierezina 2019 za projekt tomu Nucić. Za tom Letnisko został nominowany do Nagrody Literacka Gdynia 2024.

## Twórczość
- Nucić (Dom Literatury/Stowarzyszenie Pisarzy Polskich Oddział w Łodzi, Łódź 2021)[9]
- Letnisko (Kontent, 2023)[10]
- Garadobedaro (Nisza, 2024)[11]